# Péninsule de Shakotan

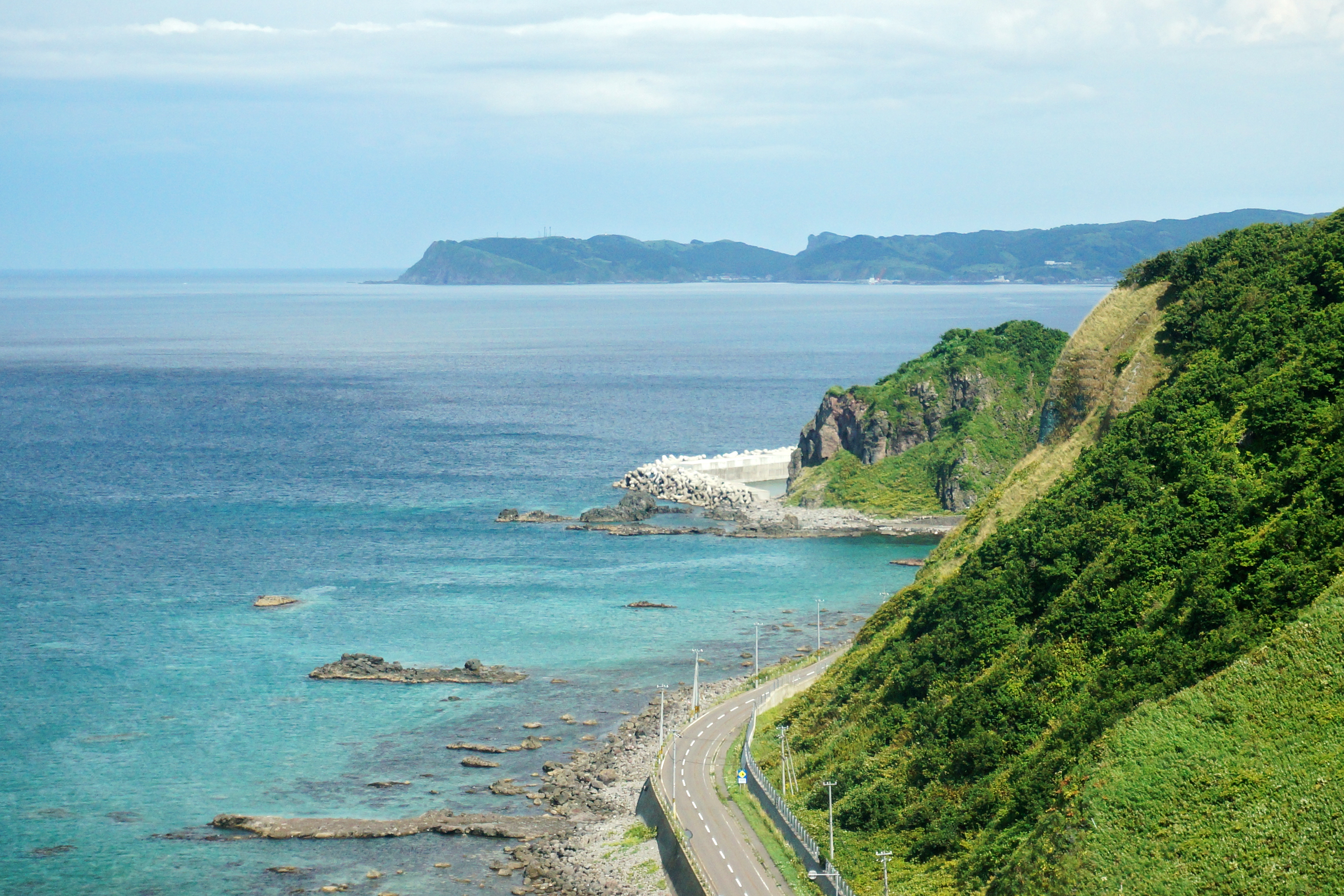
Le cap Shakotan.

La péninsule de Shakotan se trouve dans l'ouest de l'île de Hokkaidō, dans la mer du Japon.
Malgré la proximité des centres urbains de Sapporo et Otaru, de par sa géographie montagneuse, elle est restée largement sauvage et inhabitée dans l'intérieur. Seule la côte, très rocheuse et découpée, abrite des villages de pêcheurs.

## Géographie

### Géographie physique
Shakotan est une péninsule montagneuse d'environ 35 km de long et 25 km de large, qui s'avance vers le nord-ouest dans la mer du Japon.
Son sommet est le mont Yobetsudake (1 298 m). La côte rocheuse, découpée et escarpée présente de nombreuses arches et des pitons rocheux. Elle se termine par le cap Kamui.

### Utilisation de l'espace
L'intérieur de la péninsule, fortement pentu, est en grande partie couvert par la forêt primaire, non défrichée.
La seule zone habitée est le littoral, dont la côte rocheuse fournit de bons ports. L'extrémité ouest est moins peuplée.
La route 229 fait le tour de la péninsule par la côte, elle traverse le relief qui tombe dans la mer par de nombreux tunnels. Une autre route (569 et 998) traverse la péninsule du nord au sud, en passant par le col de Tōmaru-tōge.

### Divisions administratives
La péninsule fait partie de la sous-préfecture de Shiribeshi.
Elle comprend les communes de Shakotan, Kamoenai, Furubira, Yoichi, Tomari, Kyōwa et Niki.

## Économie
Les principales activités économiques de Shakotan sont:
- la pêche : en particulier les oursins, les ormeaux, et de nombreux poissons ;
- le tourisme : la côte très escarpée et ses paysages particuliers (aiguilles, grands rochers, arches…), ainsi que les oursins (海胆, uni?), attirent un certain nombre de touristes. Mais les structures sont à petite échelle (auberges, petits restaurants) ;
- la production d'énergie : c'est en effet au sud de la péninsule, sur la commune de Tomari, que se trouve l'unique centrale nucléaire de Hokkaidō.

Il n'y a pas d'autre industrie dans la péninsule.
L'agriculture est très peu développée, en raison des pentes (la plaine de l'Ishikari, proche, est beaucoup plus favorable aux cultures, en particulier pour le riz).